# Kolente
Kolente est une ville et une sous-préfecture de Guinée, rattachée à la préfecture de Kindia et la région de Kindia. 

## Population
En 2016, le nombre d'habitants est estimé à 33 488, à partir d'une extrapolation officielle du recensement de 2014 qui en avait dénombré 31 312.